# Tanárky Gyula
Tanárky Gyula (Horvátország, 1815. november 20. – Budapest, 1886. október 27.) gazdasági író, szabadságharcos,
Tanárky Sándor fia.

## Életútja
Horvátországban született, ahol atyja mint őrnagy és hadtudományi író állomásozott. Iskolai tanulmányainak befejezése után Klauzál Imre mellé került, ki akkor Károlyi Lajos gróf uradalmait rendezte és aki őt titkárául alkalmazta; innét Pulszky Ferenc uradalmába főtisztnek hívta meg. 1849-ben Pulszky családjával együtt Londonba menekült, ahol Tanárky nevelőséggel, gazdasági gépbizományossággal és irodalommal foglalkozott. 1859–60-ban a Magyar Nemzeti Igazgatóság titkára volt. Később a Pulszky-családdal Torinóba költözött, de 1860-ban Londonba visszament és ott Kossuth Lajos titkára lett; utóbb pedig vele Torinóba költözött. 1867-ben Magyarországra visszajött és eleinte gépügynökséggel és irodalmi működéssel, utóbb jószágok rendezésével, adás-vétellel és bérletközvetítéssel foglalkozott. Az 1870-es évek vége felé Eszterházy herceg zárgondnoksági uradalmi igazgatóságánál tanácsos lett.
Sok cikket írt különösen a Gazdasági Lapokba (1856-59., 1867., 1869-73.), a Falusi Gazdába (1857.), a Kerti Gazdaságba (1858.), a Borászati Füzetekbe (1869.), az Egyesületi Közlönybe (1870.) a Wochenblatt für Land- und Volkswirthschaftba (1870.) és a Földmívelési Érdekeinkbe (1874) Angolországban szerzett tapasztalatairól a gazdasági gépezet, a juhászat, a jószágkezelés és a közgazdaság köréből. A Magyar Nemzeti Levéltárban őrzött naplóját A Kossuth-emigráció szolgálatában címmel Koltay-Kastner Jenő adta ki (Bp., 1962).